# Velarifictorus lengwe
Velarifictorus lengwe är en insektsart som beskrevs av Otte, D. 1987. Velarifictorus lengwe ingår i släktet Velarifictorus och familjen syrsor. Inga underarter finns listade i Catalogue of Life.